# Acanthophis wellsi
Acanthophis wellsi là một loài rắn trong họ Rắn hổ. Loài này được Hoser miêu tả khoa học đầu tiên năm 1998.